# Little Saxham
Little Saxham is een dorp in het bestuurlijke gebied St. Edmundsbury, in het Engelse graafschap Suffolk. Little Saxham  ligt in de civil parish The Saxhams. De aan de heilige Nicolaas van Myra gewijde dorpskerk, waarvan de oudste delen uit de elfde eeuw stammen, staat op de Britse monumentenlijst.